# Клузький університет
Клу́зький університе́т імені Ба́беша-Бо́йяї — один з найбільших вищих навчальних закладів Румунії, знаходиться в місті Клуж-Напока.
Заснований в 1872 як угорський (мадярський) університет, з 1919 — румунський університет.
Після встановлення комуністичного режиму ц Румунії (1947) система навчання в університеті була реорґанізована. У 1971—1972 навчальному році Клузький університет мав 9 факультетів: механіко-математичний, фізичний, 2 хімічних, біології і географії, філософії і історії, філологічний, економічних наук. Тепер їх 21.
Нині[коли?] в університеті навчається понад 53 тис. студентів, працює понад 1700 викладачів. 
Викладання ведеться румунською, угорською, німецькою мовами та ін. 
При університеті є музеї: археологічний, ботанічний, зоологічний і мінералогічний. 
Бібліотека університету (заснована в 1872) налічувала (1972) близько 2500 тис. томів.